# Corredores de Siruela
Corredores de Siruela este o arie protejată (arie specială de conservare — SAC, sit de importanță comunitară — SCI) din Spania întinsă pe o suprafață de 2.709,08 ha, integral pe uscat.

## Localizare
Centrul sitului Corredores de Siruela este situat la coordonatele 38°53′15″N 4°56′40″W / 38.8875°N 4.944444°V.

## Înființare
Situl Corredores de Siruela a fost declarat sit de importanță comunitară în decembrie 2000 pentru a proteja 24 de specii de animale. Situl a fost protejat și ca arie specială de conservare în mai 2015.

## Biodiversitate
Situată în ecoregiunea mediteraneană, aria protejată conține 9 habitate naturale: Dehesas cu Quercus spp. perene, Tufărișuri termo-mediteraneene și de pre-deșert, Pante stâncoase silicioase cu vegetație casmofită, Păduri iberice de Quercus faginea și Quercus canariensis, Galerii de Salix alba și de Populus alba, Pseudostepă cu ierburi și specii anuale de Thero-Brachypodietea, Păduri de Quercus ilex și Quercus rotundifolia, Galerii și tufărișuri riverane sudice (Nerio-Tamaricetea și Securinegion tinctoriae), Pajiști umede mediteraneene cu ierburi înalte de Molinio-Holoschoenion.
La baza desemnării sitului se află mai multe specii protejate:
- păsări (13): fluierar de munte (Actitis hypoleucos), pescăruș albastru (Alcedo atthis), rață mare (Anas platyrhynchos), fâsă de pădure (Anthus spinoletta), stârc cenușiu (Ardea cinerea), buha (Bubo bubo), egretă mică (Egretta garzetta), Galerida theklae, ciocârlie de pădure (Lullula arborea), cormoran mare (Phalacrocorax carbo), silvie de tufiș (Sylvia undata), fluierarul de zăvoi (Tringa ochropus), sturzul viilor (Turdus iliacus)
- mamifere (4): liliac cu aripi lungi (Miniopterus schreibersii), liliac comun (Myotis myotis), liliacul mare cu potcoavă (Rhinolophus ferrumequinum), liliacul cu potcoavă a lui méhely (Rhinolophus mehelyi)
- nevertebrate (1): fluturele auriu (Euphydryas aurinia)
- pești (5): Cobitis paludica, Luciobarbus comizo, Pseudochondrostoma willkommii, Rutilus alburnoides, Rutilus lemmingii
- reptile (1): Mauremys leprosa

Pe lângă speciile protejate, pe teritoriul sitului au mai fost identificate 2 specii de plante, 4 specii de păsări, 4 specii de amfibieni, 2 specii de nevertebrate, 6 specii de pești, 1 specie de reptile.